# MLS Cup Playoffs
MLS Cup Playoffs je nadstavbová část americké fotbalové ligy Major League Soccer. Její vítěz vyhrává MLS Cup.

## Hrací systém
Do playoff postupuje 8 nejlepších celků základní části. Je možné, že do vyřazovací části postoupí z jedné konference 5 týmů a z druhé 3 týmy. V tom případě 5. tým (např. západní nahrazuje 4. tým východní konference) začíná proti vítězi (východní) konference.
Nejprve se hrají semifinále jednotlivých konferencí vyřazovacím systémem dvou zápasů (doma-venku), kdy neplatí pravidlo vyššího počtu branek vstřelených na hřišti soupeře). Při rovnosti celkového skóre se pak prodlužuje a případně rozhodují pokutové kopy. Vítězové postupují do finále konference, hraného na jeden zápas. Vítězové obou konferencí proti sobě sehrají jeden rozhodující zápas o titul. Vítěz vyhrává Philip F. Anschutz Trophy